# CRISPR
Crispr, in wetenschappelijke publicaties gewoonlijk gespeld als CRISPR, is een afkorting van het Engelstalige begrip Clustered Regularly Interspaced Short Palindromic Repeats. Het beschrijft een belangrijk onderdeel van het bacteriële verdedigingsmechanisme tegen virussen. CRISPR's zijn sequenties in het bacteriële DNA, die de bacterie gebruikt om een virusinfectie te herkennen en af te weren. Samen met het enzym Cas9 vormen ze de basis voor de populaire CRISPR/Cas-technologie, die gebruikt kan worden voor het gericht bewerken van het genoom van een organisme.
CRISPR is te herkennen aan de korte herhalingen van telkens dezelfde reeks basen. Elke herhaling wordt gevolgd door korte stukjes spacer DNA, afkomstig van vorige blootstellingen aan virussen. Het CRISPR associated system, afgekort Cas, gebruikt CRISPR spacers op een vergelijkbare manier als RNA-interferentie bij eukaryoten. CRISPR’s komen voor bij – naar schatting – ongeveer 40% van de bacteriële genomen en bij 90% van de Archaea.

## Ontdekking en naamgeving
Francisco Mojica was de eerste onderzoeker die in 1993 karakteriseerde wat nu een CRISPR-plaats wordt genoemd. Een deel van de volgorde  werd eerder al gerapporteerd door Yoshizumi Ishino bij zijn onderzoek naar E. coli in 1987. Mojica beschreef de volledige gen-volgorde-herhalingen in de archaeale organismen Haloferax en Haloarcula-soorten, en onderzocht hun functie. Hij zette het onderzoek naar deze volgorden  gedurende de jaren negentig voort, en in 2000 herkende Mojica dat wat was gerapporteerd als ongelijksoortige herhalingsvolgorden, in feite een gemeenschappelijke reeks kenmerken deelden, nu bekend zijn als de kenmerken van CRISPR-volgorden. Hij bedacht de term CRISPR in correspondentie met Ruud Jansen van de Universiteit Utrecht en stelde de afkorting Clustered Regularly Interspaced Short Palindromic Repeats (CRISPR) voor.
De herhaalde DNA-codes van CRISPR werden voor het eerst gezien in de jaren 1980 in E. coli. Wetenschappers probeerden toen een specifiek gen van E. coli te onderzoeken, waarbij het opviel dat eenzelfde stukje DNA zich steeds herhaalde. In 2007 werd de functie van CRISPR-cas9 bevestigd toen duidelijk werd dat de bacterie S. thermophilus resistentie kan ontwikkelen tegen een bacteriofaag nadat er een fragment van het genoom van het virus was toegevoegd aan het CRISPR-systeem.
De wetenschappers Jennifer Doudna (Universiteit van Californië) en Emmanuelle Charpentier (Max Planck Institut Berlijn) ontdekten in het laboratorium dat ze dit afweermechanisme zelf konden modificeren. Ze konden heel precies op een door hen gewenste plek in het DNA knippen en plakken. In januari 2013 publiceerde de wetenschapper Feng Zhang de eerste methode om CRISPR in het genoom van mensen en muizen te bewerken.

## Mechanisme
CRISPR en cas9 werken samen en spelen beide een aparte rol. CRISPR kan gezien worden als een enorme DNA-bibliotheek met steeds dezelfde korte stukjes van eigen DNA en ingebouwde stukjes DNA van een agressief virus, dat spacer DNA wordt genoemd. Het fungeert als een bacterieel immuunsysteem. Cas9 is een soort schaar die virus-DNA herkent en direct optreedt tegen dit gevaar door het virus-DNA kapot te knippen. Bacteriofagen zijn deze gevaarlijke virussen die bacteriën aanvallen door het plaatsen van hun eigen DNA in de bacteriën en zo de DNA- en eiwitsynthese overnemen. Als bacteriën de aanval overleven kunnen ze dit virus-DNA opbergen in de CRISPR-bibliotheek.
Telkens nadat de bacterie door een bacteriofaag is aangevallen maar de aanval overleeft, bewaart de bacterie een stukje van het virus-DNA in zijn bibliotheek. Cas9 gebruikt RNA-sequenties, overgeschreven uit de bibliotheek, om al het DNA in de bacterie te vergelijken. Cas9 scant al het DNA in de bacterie totdat het een match vindt tussen het nieuwe virus-DNA dat de bacterie is binnengedrongen en het DNA van die bacterie dat was opgeslagen in CRISPR. Als hetzelfde soort virus opnieuw aanvalt en er een 100%-match gevonden wordt, kan cas9 het DNA van het binnengedrongen virus kapot knippen en daarmee onschadelijk maken. Zo wordt de bacterie genetisch beschermd tegen het ooit eerder binnengedrongen virus.

## Toepassingen
Wetenschappers ontdekten dat cas9 programmeerbaar is en in elk soort cel werkt. Zo kunnen stukken DNA makkelijk, snel, goedkoop en precies worden bewerkt in allerlei soorten cellen. CRISPR-cas9 kan genen aan- of uitzetten en bewerken in planten, dieren en mensen. In 2015 werd CRISPR-cas9 in het laboratorium gebruikt om het hiv-virus uit levende cellen van patiënten te knippen, om te laten zien dat het mogelijk is. De verwachting was dat CRISPR-cas9 niet alleen hiv maar ook andere retrovirussen die zich verstoppen in DNA zou kunnen bestrijden. Mogelijk zou CRISPR in de toekomst kanker kunnen bestrijden door immuuncellen kanker te laten opsporen.
Een onderzoeker van Harvard David Liu en collega's publiceerden in 2017 de techniek van 'base editing'. Hierbij kan een coderende 'A' gericht in het gen worden opgespoord en omgezet in een 'G', Omgekeerd lukt ook en dit alles zonder de DNA-streng te hoeven openknippen. Dit deden ze door een tRNA-deaminase los te laten op een 'A' in het genetisch materiaal, die zo werd omgezet in een 'G' zonder het gen open te knippen.